# Bow Creek (Luzerne County)
Bow Creek ist ein Bach im Luzerne County des US-Bundesstaats Pennsylvania. Er fließt ca. 7,2 Kilometer und mündet in den Big Wapwallopen Creek. Seine Quelle ist der Arbutus Peak des Fairview Township, drei weitere unbenannte Rinnsale liefern zusätzliches Wasser.

## Hydrologie
Der Bow Creek kann 16 m³ Wasser pro Sekunde führen (10 % Wahrscheinlichkeit). In Extremfällen steigt diese Menge auf bis zu 45 m³/s. Da sich der Verlauf des Baches auf relativ unentwickeltes Land beschränkt, bleiben Überflutungen meistens ohne Auswirkungen. Im oberen Verlauf des Bow Creek besteht der Boden hauptsächlich aus Geschiebemergel. In Mündungsnähe tritt vermehrt Alluvialboden auf. Vereinzelt kann lässt sich auch Sandstein, Schiefer und Kohle finden.
In den 1970ern von der Radio Corporation of America freigesetzte VOCs lassen sich auch heutzutage noch in dem Bach nachweisen (wenn auch in sehr geringen Konzentrationen). In diesem Fall handelt es sich um gefährliche Verbindungen wie zum Beispiel Vinylidenchlorid (3,6 μg/Liter).

## Geschichte
Im frühen 20. Jahrhundert wurde dem Luzerne County die Erlaubnis gegeben, eine Brücke über den Bow Creek zu bauen. Die Betonbrücke im Wright Township aus dem Jahre 1929 wurde zu einem Teil der Pennsylvania Route 309. Sie ist 8,5 m lang. Seit 2013 gilt eine Gewichtsbeschränkung von ca. 25 Tonnen.
Im August 1979 wurde der Bow Creek von dem Geographic Names Information System in seine Datenbank aufgenommen. Dort lautet seine Identifikationsnummer 1170043.

## Biologie
Die staatliche Fischereibehörde von Pennsylvania stuft den Bow Creek als Class A Wild Trout Water ein. Das bedeutet, dass die Bevölkerung an Bachsaiblingen und Forellen stabil genug ist, um auch längerfristig Sportfischerei mit ihr zu betreiben.